# Alaa Najjar
Alaa Najjar ( en árabe: علاء نجار‎   ) es un médico, wikipedista y activista de Internet, que fue nombrado wikimedista del año en Wikimania 2021 por el cofundador de Wikipedia, Jimmy Wales, por su papel pionero en el desarrollo de las comunidades árabe y médica, así como por su papel en el desarrollo de los temas COVID-19.
Con el nombre de usuario de Wikipedia علاء (en árabe: Alaa‎), Najjar es un colaborador activo de WikiProject Medicine y un administrador voluntario en la Wikipedia árabe. Es miembro de la junta de Wikimedians of the Levant User Group y miembro de la junta editorial de WikiJournal of Medicine.

## Educación y carrera
Najjar se graduó de la Facultad de Medicina de la Universidad de Alejandría en enero de 2021 con una Licenciatura en Medicina, Licenciatura en Cirugía (MB Bch). Actualmente está empleado en "un hospital público muy concurrido", le dijo a The National en 2021. 

## Actividades de Wikipedia y Wikimedia

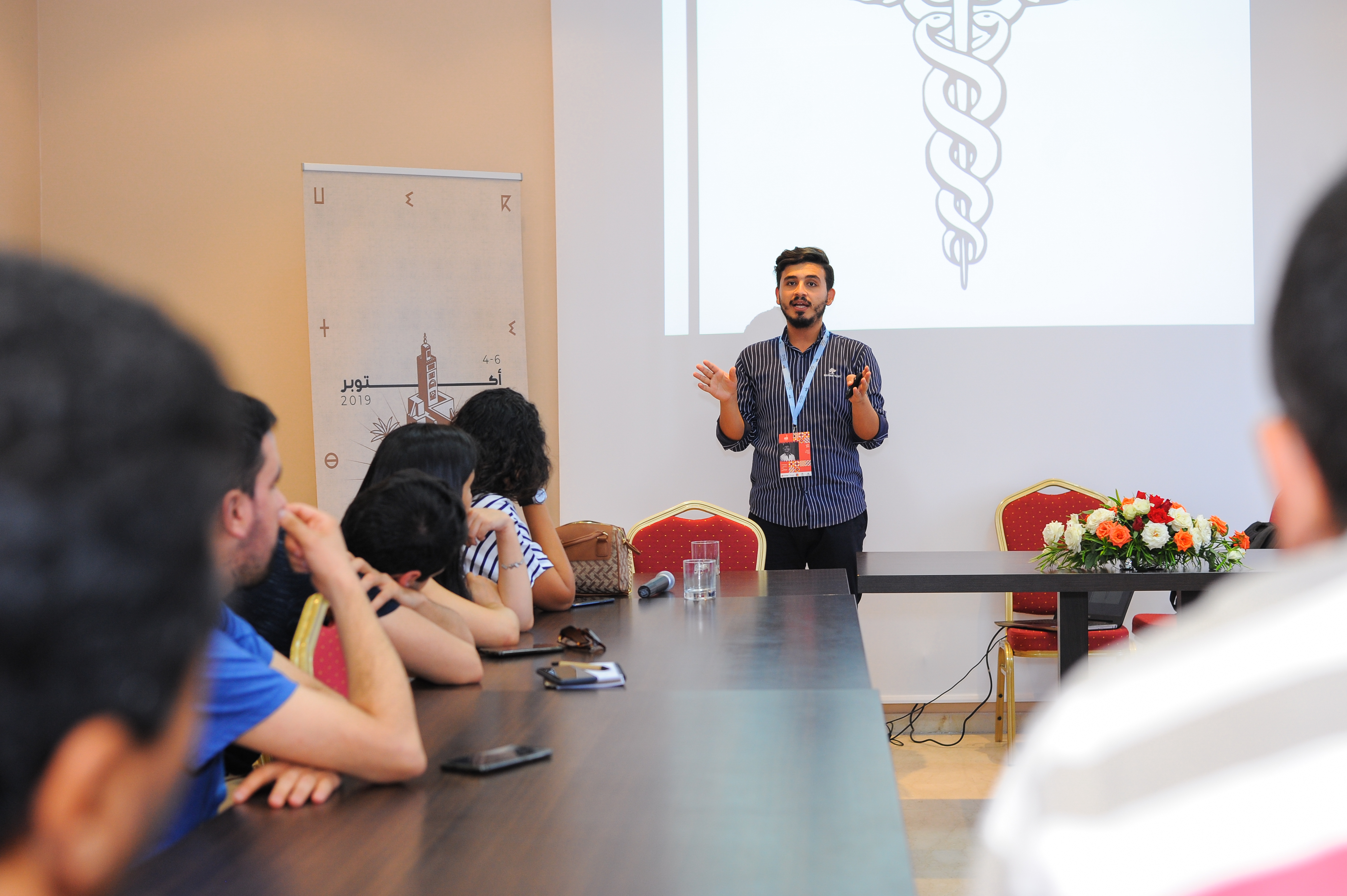
Najjar en una exposición sobre WikiProject Medicine en WikiArabia 2019

Najjar es un colaborador activo desde 2014, y la mayoría de sus ediciones se centran en artículos relacionados con la medicina. También se desempeña como administrador en Wikipedia en idioma árabe y en varios otros roles en diferentes proyectos de la Fundación Wikimedia. También es miembro de la junta de Wikimedia Group en Levante y miembro de la junta editorial de WikiJournal of Medicine desde diciembre de 2018. Además, es miembro del equipo oficial de redes sociales de Wikipedia en árabe.
Encabezó el proyecto COVID-19 sobre la enciclopedia árabe y contribuye principalmente a WikiProject Medicine. El trabajo de Alaa ayuda a combatir la desinformación médica y enfrentar la pandemia con información confiable y verificada.
Fue nombrado el Wikimedista del Año el 15 de agosto de 2021 por Wikipedia cofundador Jimmy Gales. Najjar estuvo alabado para su función pionera en el desarrollo de las comunidades árabes y médicas así como para su función en el desarrollo de COVID-19 temas. Debido a restricciones de viaje, Gales no pudo entregar el premio personalmente a Najjar, lo cual no es una practica habitual, pero en cambio habló a él en un Google Mett de sorpresa.